# 기억술
기억술(記憶術, 영어: mnemonic, 니모닉)은 정보의 기억을 위한 방법으로, 특히 숫자의 나열처럼 직관적인 관계가 없어 외우기 어려운 정보에 다른 정보를 연결하여 외우기 쉽도록 하는 데 쓰인다. 장기기억에 이미 저장된 정보를 활용하여 더 쉽게 기억시킬 수 있게 하는 것이다. 대표적인 예로 리듬을 가진 노래를 만들어 외우거나, 생일과 같이 이미 자기와 깊게 관련된 정보로부터 연상을 하는 것이 있다.

## 역사적 경과
서양에서 기억술은 2500년전 고대 그리스의 시인이자 철학자 시모니데스를 개조(開祖)로 한다. 시모니데스의 수법은 기원전 86년부터 82년경에 저술된 『헤렌니우스에게 바치는 수사학』(작자 미상)에 기재되어 있다. 기억술을 의미하는 영어 단어 니모닉(mnemonic)은 기억을 뜻하는 고대 그리스어 니모니코스(μνημονικός)에서 파생되었으며, 이 그리스어 단어는 그리스 신화에 등장하는 기억의 여신 므네모시네의 이름에서 따 온 것이다.
서양 고전에서 기억술은 수사학(修辞学)의 한 부분으로써 다루어졌다. 고대 로마의 원로원 등에서는 변론에 메모를 사용하는 것이 용인되지 않았기 때문에 이러한 기억술이 발달하였다. 고대 그리스의 기억술은 중세 유럽에까지 전수되어, 주로 수도사나 신학자 등이 성경 및 그 밖의 많은 저술들을 기억하기 위해 사용하고는 하였다. 당시에는 종이가 귀중한 물건이었고 인쇄 기술도 발달하지 않았던 탓에 뛰어난 기억력을 기르는 것이 교양인으로써 지녀야 할 필수 조건이었다.

## 내용
기억술은 크게 두 가지로 분류된다. 하나는 순수한 기억 요령 같은 것으로 기억 효율을 높이는 방법이다. 또 하나는 인간의 능력을 향상시킴으로써 기억력을 향상시키는 방법이다. 시모니데스에 따르면 연회장의 좌석과 그 좌석에 앉은 사람들에 대응해 기억하는 「자리 방법」(장소법)이나, 여기서 파생되어 물건을 거는 걸이를 상상하고 이에 기억해야 할 것을 대응시키는 후크 방법(걸이법) 등이 전자의 예로서 알려진다.
기억술의 중요한 개념의 하나로 「나누기」와 「짜맞추기」가 존재한다. 단기기억은 7±2의 법칙에 따라 너무 많은 정보를 한꺼번에 머리 속에 집어 넣으면 그것에 대처할 수 없다. 그래서 방대한 정보를 기억할 때는 그것을 몇 개의 작은 조각으로 「나누어」 각각의 조각으로 그것을 기억하고, 후에 그것을 연결해 「짜맞추어」 기억을 완성한다는 개념이다. 학문으로는 인지심리학의 대상이다.
후자의 사례로는 시야를 넓히거나 우뇌를 활성화시키는 방법 등이 있고, 기억력 향상에 좋은 음식이나 생활 스타일을 추구하는 것 등이 있다. 이 가운데 학문적으로 증명되지 않은 주장들도 적지 않고 유사과학의 영역을 벗어나지 못하는 것도 있다.

## 기억술의 종류

### 장소법
흔히 ‘기억의 궁전’으로 잘 알려진 기억술이다. ‘저니법’, ‘기반결합법’ 등으로 불린다. 장소(자택이나 실제하는 장소, 혹은 가공의 장소라도 상관없다)를 떠올려 냄으로써 그것에 기억하고 싶은 대상을 배치하는 방법이다. 기억하고 싶은 대상을 자신이 머리에 떠올린 공간에 배치하는 것으로, 인간은 예를 들면 남의 집에 갔을 경우에서도, 어디에 뭐가 있었는지 비교적 잘 기억하고 있다는 성질을 이용한다. 기억하고 싶은 대상이 추상적인 경우는 치환법을 써서 이미지화하기 쉬운 대상으로 변환해 기억한다.
이 방법은 해마에 있는 장소뉴런의 특성을 이용하고 있다. 장소뉴런은 이름 그대로, 장소의 기억을 조절한다. 장소의 기억은 동물에게 중요하기 때문에 장기 기억으로 보존되기 쉬운 성질을 갖고 있다. 그 장소로써 기억을 보유하는 기간은 다른 기억술과 비교해 두드러지게 길다. 단점으로는 한 장소에 너무 많은 정보를 채우다 지나치게 혼란을 초래할 수 있기 때문에 약간의 정보 밖에 들어갈 수 없다는 것. 그래서 충분한 정보를 가득 담을 수 있지만 장소의 확보에 시간이 걸린다는 것이다. 세계 기억력 선수권의 세계 최고 선수는 수백 개 정도의 이미지를 경기 중에 기억하고 있다.
층 구조를 이루고 있는 것을 기억하는 경우는 몇 층이 되든 층마다 위치한 방을 기억함으로써 장소로 이용해 기억할 수 있다. 이 수법은 열매식이라고도 불린다.
장소법은 적어도 2,500년 전에 시모니데스 시대에 알려져 있었다. 16세기에는 동양에도 전파되었는데, 예수회 선교사 마테오 리치가 1596년 제작한 《기법》(記法)이라는 책자에서 이 기억술을 소개하고 있다.

### 이야기법
이야기를 짜서 기억하고 싶은 대상을 등장시키는 방법이다. 기억하고 싶은 항목을 시간적으로 배열하는 것이다. ‘연쇄결합법’이라고도 불린다.

### 영상화기법
이야기법과 마찬가지로 기억하고 싶은 대상을 가지고 스토리를 만드는 방법이지만, 가장 큰 차이점은 ‘언어 정보’인 스토리만 사용하는 것이 아닌, 최종적으로 ‘시각 등 감각 정보’인 영상으로 만들어 기억하는 방법이다.
그 특성상 스토리 기억법보다 연습량이 요구되지만 그만큼 효과가 더 있으며, 비교적 양이 적은 정보를 기억할 때 장소법보다 유리한 점이 있다. 이야기법과 마찬가지로 ‘연쇄결합법’이라고도 불린다.

### 머릿글자법
기억하고 싶은 대상의 머릿글자를 떼서 기억하는 방법이다.

### 치환법(변환법)
인간은 추상적인 것보다 구체적이고 시각적으로 이미지화하기 쉬운 것이 더 기억하기 쉬우므로, 숫자 등을 다른 사물로 치환(변환)해서 기억하는 방법이다. 영상화기법이나 장소법을 사용하기 위한 필수적인 전 단계이다.
구체적인 과정으로는, 추상적이고 나에게 익숙하지 않은 정보를 구체적이고 이미지화하기 쉬운 단어로 연결하는 ‘연결’단계와, 연결한 단어를 가지고 구체적인 심상을 만들어내는 ‘구체화’단계가 있다.
익숙하지 않은 새로운 정보를 나에게 익숙한 다른 정보로 변환한다고 하여, ‘변환법’ 혹은 ‘심상법’‘연상법’이라고도 한다.

## 학습매체
기억의궁전을 학습할 수 있는 안드로이드 앱 / 어플

'기억의 궁전 - 기억법' - https://play.google.com/store/apps/details?id=hungry.ex_frag
기억의 궁전을 비롯한 기억술을 학습할 수 있는 기억력 대회 국가대표의 유튜브 채널
'조신영의 기억저장소' -
https://youtube.com/c/조신영의기억저장소%5B깨진+링크(과거+내용+찾기)%5D
기억의 궁전을 연습할 수 있는 사이트
https://web.archive.org/web/20171223160453/https://app.memoryleague.com/#!/home

## 같이 보기
- 이어웜
- 장소법
- 고로아와세